# Sekundærrute 541
Sekundærrute 541 er en rutenummereret landevej i Nordjylland.
Ruten går fra motorvejsfrakørslen Hobro N på E45 via Hobro, Hadsund, Egense, Hals, Aså og Voerså til motorvejsfrakørslen Sæby S.
Rute 541 har en længde på ca. 110 km.